# Sainte-Croix-Hague
Sainte-Croix-Hague  là một xã thuộc tỉnh Manche trong vùng Normandie tây bắc nước Pháp. Xã này nằm ở khu vực có độ cao từ 60-182 mét trên mực nước biển.
Dân số năm 2006 là 697 người.